# Alara
Alara foi um rei núbio considerado o primeiro rei e fundador da Dinastia Napata. Estima-se que tenha reinado por volta de 770 a.C., sendo contemporâneo das XXII e XXIII dinastias do Antigo Egito. Foi casado com Cassaga, com a qual teve uma filha, Tabira.
Alara foi sucedido pelo seu irmão Cáchita, que foi pai de Piiê, responsável pela conquista do Antigo Egito, e de Amenirdis I, adoradora divina de Amom. É possível que ele já tivesse iniciado o processo de conquista da Baixa Núbia, que seria continuado pelos seus sucessores, que governam o Egito como faraós da XXV dinastia.